# Alexander Purnell
Alexander Purnell (Brisbane, 30 gennaio 1995) è un canottiere australiano, campione olimpico nel quattro senza a Tokyo 2020.

## Biografia
È fratello minore di Nicholas Purnell, anche lui canottiere di caratura internazionale.
Ai mondiali di Plovdiv 2018 è salito sul secondo gradino del podio nel quattro di coppia con Caleb Antill, Campbell Watts e David Watts, dietro all'imbarcazione croata di Filippo Mondelli, Andrea Panizza, Luca Rambaldi e Giacomo Gentili.
Ha rappresentato l'Australia ai Giochi olimpici estivi di Tokyo 2020, dove ha vinto la medaglia d'oro nel quattro senza con Spencer Turrin, Jack Hargreaves e Alexander Hill, precedendo Romania e Italia.
Ai mondiali di Račice 2022 ha conquistato l'argento iridato nel quattro senza con Spencer Turrin, Jack Hargreaves e Joseph O'Brien.

## Palmarès
- Giochi olimpici

Tokyo 2020: oro nel 4 senza;
- Mondiali

Plovdiv 2018: argento nel 4 di coppia;
Račice 2022: argento nel 4 senza;